# 최문순 (1954년)
최문순(崔文洵, 1954년 4월 4일~)은 대한민국의 공무원, 정치인이다. 민선 6·7·8기 강원도 화천군수(2014~)이다. 소속 정당은 국민의힘이다. 본관은 강릉이며, 강원특별자치도 화천군 화천면 출생이다.

## 학력
- 원천국민학교 (졸업)
- 화천중학교 (졸업)
- 화천실업고등학교 (졸업)

## 경력
- 1976.01 화천군 4-H 연합회장
- 2000.07 지방행정 사무관 승진 / 간동면장
- 2008.02 지방서기관 승진 / 주민생활지원과
- 2011.01 화천군 기획감사실장, 화천 중·고 총 동문회장
- 2012.07 강원도 교육연구실장
- 2013.01.01.~2013.10.22. 강원도 화천군 부군수
- 2014.07~ 제38·39·40대 민선 6·7·8기 강원도 화천군수(재선, 미래통합당)
- 2016.07 세계겨울도시시장회의 아시아·오세아니아 지역 부회장

## 논란

### 공직선거법 위반 혐의 무죄
2015~2016년 이·반장 체육대회에 참가한 주민 1500여 명에게 식비와 교통비 명목으로 1억 1137만 원을 지원한 혐의(공직선거법 위반)로 불구속 기소되어 2019년 5월 24일 춘천지법에서 열린 1심에서 징역 8월, 집행유예 2년을 선고받았다. 2019년 8월 21일 서울고법 춘천재판부에서 열린 2심에서 무죄가 선고되었다. 2019년 11월 28일 대법원에서 원심이 확정되어 군수직을 유지하게 되었다.

## 전과
- 도박: 벌금 100만원 - 2003년 8월 22일 선고[1]

## 역대 선거 결과
|  | 71.15% |

|  | 49.20% |

|  | 57.13% |

## 동명이인
더불어민주당 소속의 최문순 강원도지사와 한자까지 같은 동명이인이다.